# آلبینا ۲۶۹۷
سیارک ۲۶۹۷ (به انگلیسی: 2697 Albina، نامگذاری:1969TC3) دو هزار و ششصد و نود و هفتمین سیارک کشف شده‌است که در ۹ اکتبر ۱۹۶۹ کشف شد.
قدر مطلق سیارک برابر ۱۰٫۲۰ است.